# Chrysocharis entedonoides
Chrysocharis entedonoides is een vliesvleugelig insect uit de familie Eulophidae. De wetenschappelijke naam is voor het eerst geldig gepubliceerd in 1872 door Walker.